# Bernardo del Solar Marín
Bernardo del Solar Marín (La Serena, 1800 - Santiago, 1868) fue un político y abogado chileno. Sus padres fueron don Bernardo del Solar y Lecaros, dueño del mineral de Tamaya, y doña Josefa Marín Esquivel, hermana del secretario de la Primera Junta Nacional de Gobierno, Gaspar Marín. Se casó con Margarita Quiroga Darrigrandi con quien tuvo abundante descendencia. De este enlace familiar pasó a ser cuñado del también minero José Tomás Urmeneta.
Se educó en el Instituto Nacional, del cual se graduó de abogado en 1823. Fue regidor de La Serena y juez del Tribunal de Minería. Fijó luego su residencia en Santiago (1825), cuando fue elegido Senador por la capital. Reelegido al cargo en 1827, ocupó este cargo hasta 1828, en representación de los pipiolos.
Al alero del Partido Liberal, volvió al Congreso en 1849-1858, como senador por la Provincia de Santiago, perteneciendo a la Comisión permanente de Educación y Beneficencia.
Fue un próspero minero y filántropo, creando una serie de orfanatos y casas de acogida a viudas, en Valparaíso, La Serena y Santiago.